# 오지 블런트
오지 블런트(Augustine Durell Blunt, 1929년 8월 17일 ~ 1999년 5월 2일)는 미국의 배우, 텔레비전 배우이다.
먼로에서 태어났으며 로스앤젤레스에서 사망하였다.

## 영화
- 에디 머피의 라이프 (1999년)
- 대통령의 연인 (1995년)
- 여전사 프린세스 (1989년)